# China Illustrata

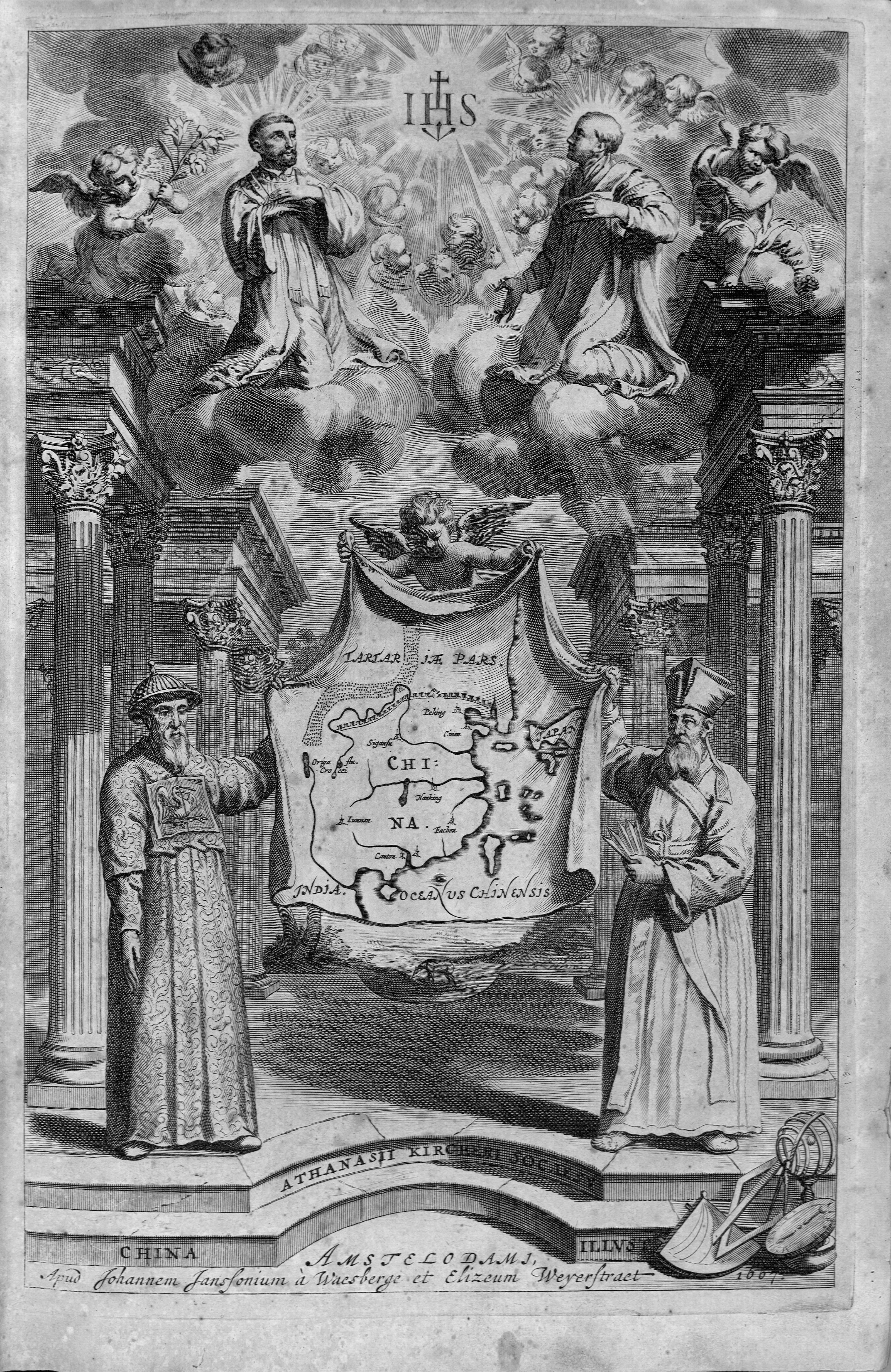
El frontispicio de China Illustrata, con Schall von Bell y Matteo Ricci

China Illustrata (del latín «China ilustrada») es un libro publicado en 1667 por el jesuita Athanasius Kircher (1602–1680). Basado principalmente en los relatos de la misión jesuita en China, compila el conocimiento europeo del siglo xvii sobre el período Ming del Imperio chino y sus países vecinos.

## Autor
Athanasius Kircher fue un polímata que publicó alrededor de 40 obras mayores en el ámbito tanto de las humanidades como de las ciencias. Estaba afincado en el Colegio de los jesuitas en Roma, donde tenía acceso a muchos informes que los misioneros en China enviaban a las oficinas administrativas de los jesuitas. El acceso a materiales esenciales, así como el vasto interés de Kircher por la lengua y la cultura chinas, proporcionaron el impulso para presentar la hasta entonces desconocida Asia Oriental en un volumen integral de 237 páginas. Por ello, el erudito fue considerado un experto en China, aunque nunca visitó el país.

## Publicación y recepción

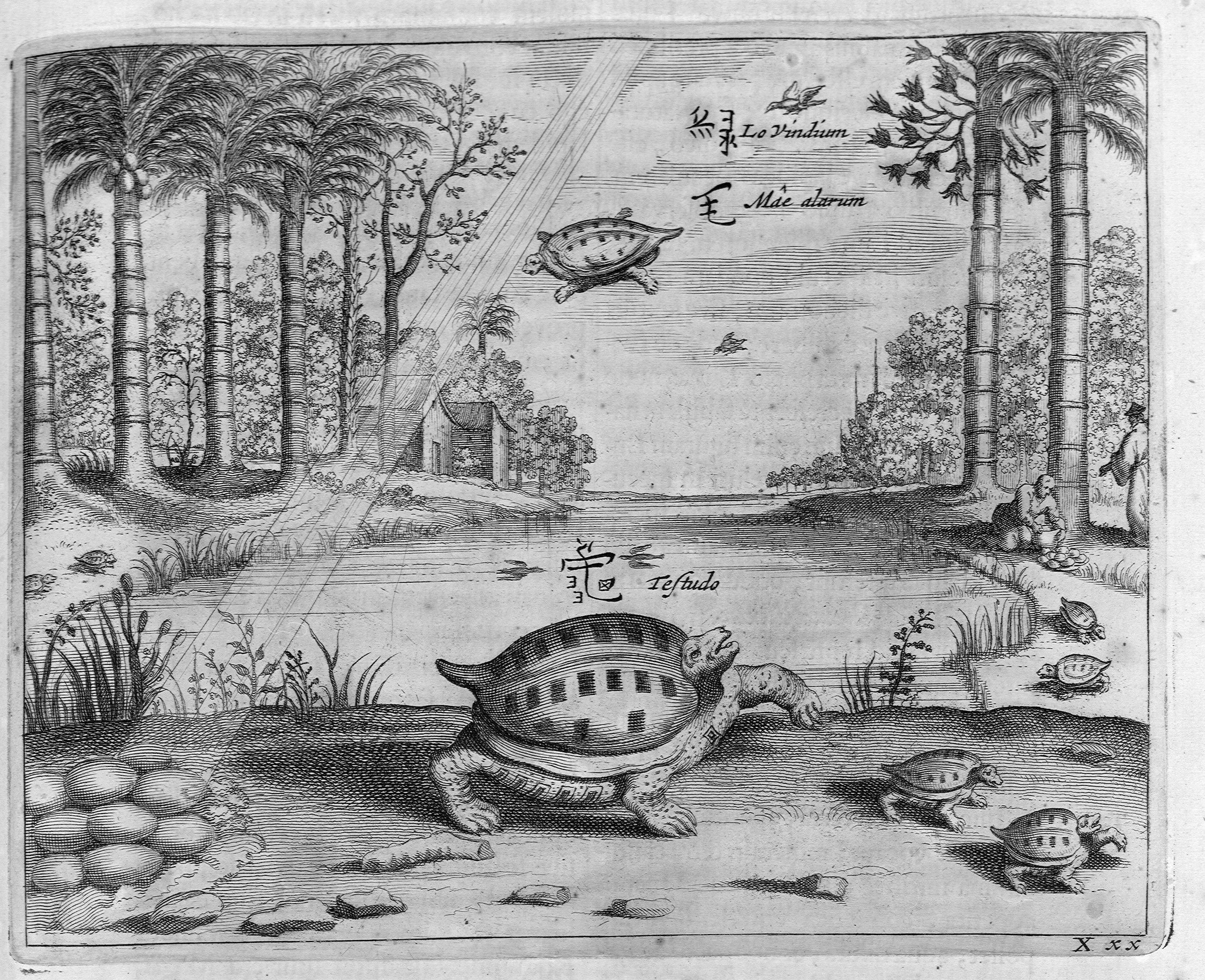
Ilustración de tortugas chinas

El propio Kircher nunca había estado en China, pero recopiló los informes orales y escritos de antiguos misioneros jesuitas para publicar un resumen del conocimiento sobre China y el Tíbet reunido por europeos en el siglo xvii. La obra se publicó en Ámsterdam en 1667 en dos ediciones casi idénticas y contemporáneas, con el mismo contenido, paginación e ilustraciones. La primera fue editada por Jacob van Meurs con su propio sello editorial y la segunda fue impresa por él para el editor habitual de Kircher, una casa dirigida por Johannes Janssonius van Waesberge y Elizaeus Weyerstraet.
Estas primeras tiradas tuvieron éxito y China Illustrata fue traducida rápidamente al neerlandés (1668), al inglés (1669 y 1673), y al francés (1670) poco después de la publicación del original latino en 1667. Las traducciones neerlandesa y francesa fueron publicadas en Ámsterdam por Janssonius van Waesberge pero, tras la muerte de Weyerstraet, se acreditaron inicialmente en coedición a su viuda y después a sus herederos legales. Las versiones inglesas de John Ogilby solo incluyeron un tratamiento muy abreviado de la obra de Kircher en su apéndice, ocupándose principalmente de la relación de la primera embajada neerlandesa a Pekín de Johan Nieuhof y de la refutación del jesuita Johann Adam Schall von Bell a algunas de sus afirmaciones y objetivos. No obstante, la obra despertó un gran interés por China e inspiró numerosas publicaciones posteriores en inglés sobre viajes y descubrimientos en el Lejano Oriente. La edición francesa incluyó un diálogo entre Ferdinando II de Médici, gran duque de Toscana, y Johann Grueber, así como un temprano diccionario chino–francés.
Sin embargo, China Illustrata también fue objeto de críticas. Gottfried Leibniz describió el libro como una obra de entretenimiento más que de erudición seria. El egiptólogo Adolf Erman coincidió en que Kircher había escrito un libro para el público general antes que para especialistas.
Pero otros sostienen que China Illustrata fue el primer y más importante escrito que moldeó la comprensión y el conocimiento occidentales de China durante más de doscientos años. De hecho, se convirtió en uno de los libros más influyentes y populares del siglo xvii y hoy se considera «una fuente importante de información sobre los inicios de la sinología y el sinofilismo en Europa».

## Contenido

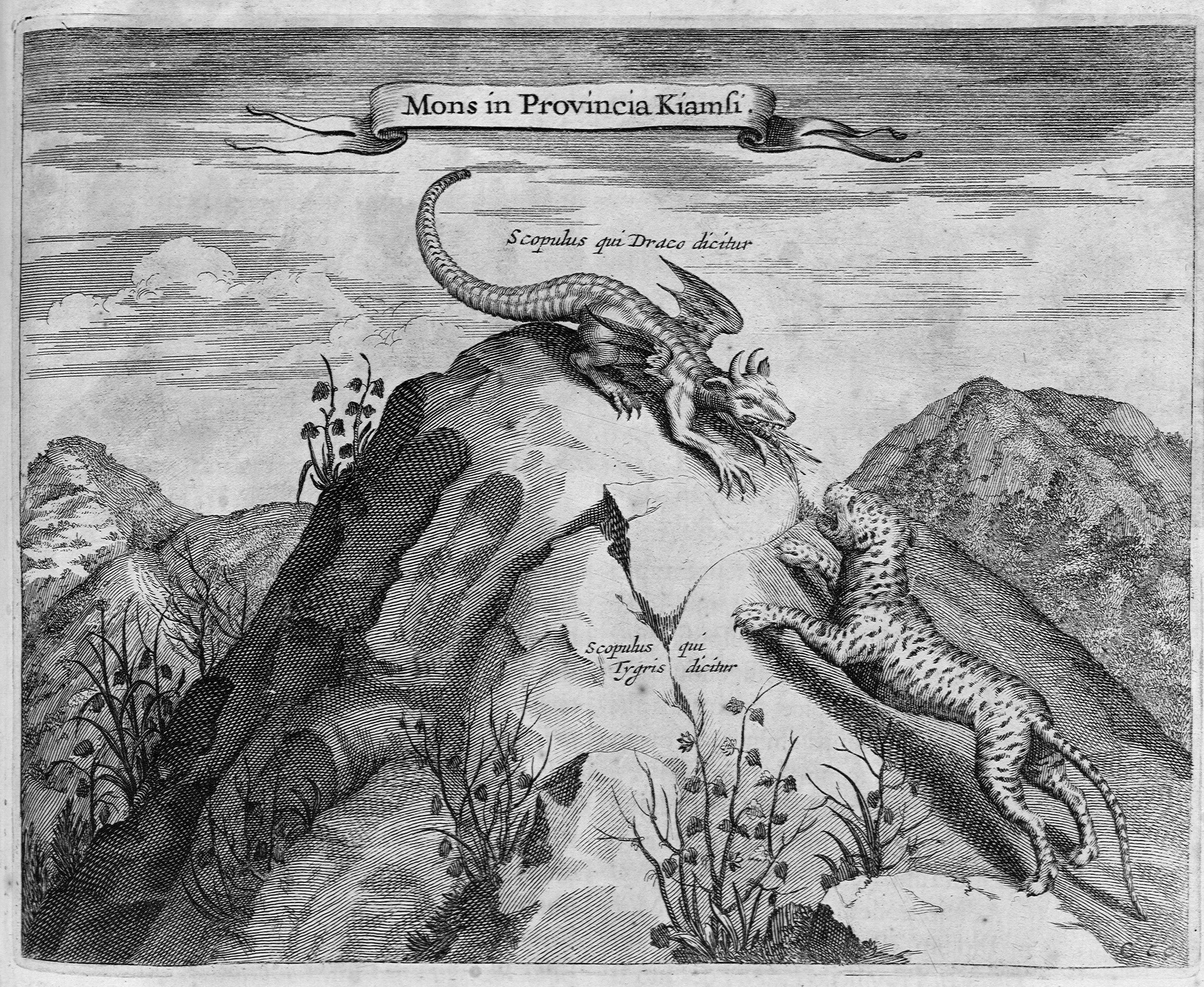
La Montaña del Dragón y el Tigre de Jiangxi (Mons in Provincia Kiamsi), que combina topografía con Mitología china

La obra de Kircher es una enciclopedia sobre el imperio chino que contiene cartografía precisa e ilustraciones que aclaran las vívidas descripciones del texto. El volumen es una crónica cultural de China que abarca desde prácticas religiosas y costumbres sociales hasta lenguas y maravillas naturales de China, como plantas y animales exóticos. Al reunir y compilar información tomada de otros jesuitas como Matteo Ricci, Martino Martini, Johann Adam Schall von Bell, Johann Grueber y Heinrich Roth, Kircher logra crear un auténtico estudio secundario sobre el pueblo chino, la naturaleza y la mitología.
Hubo varias razones para que Kircher escribiera China Illustrata. En primer lugar, quería promover la labor de los misioneros y relatar los grandes viajes de los europeos en China. En segundo lugar, lo movía también su fuerte interés personal por la lengua y la cultura chinas. Reunió objetos chinos para exponerlos en su museo, un gabinete de curiosidades en Roma fundado en 1651 y llamado Musaeum Kircherianum en honor al propio Kircher.
Además de describir e ilustrar objetos extraños y criaturas exóticas, el libro también aborda las relaciones entre China y el mundo occidental. Kircher conecta la idolatría occidental, india, china y japonesa e intenta demostrar la existencia del cristianismo primitivo en China. Su obra hace hincapié en los elementos cristianos de la historia china, comenzando por la presencia de nestorianos en la ciudad de Xi’an. Kircher basa esta suposición en el monumento siro-chino hallado allí en el siglo viii. En su interpretación, la inscripción del monumento es una prueba de la primera proclamación del Evangelio en China.
Kircher también afirmó que la escritura china se originó a partir de los jeroglíficos egipcios, puesto que ambos sistemas de escritura fueron diseñados sobre principios pictóricos.

### Ilustraciones

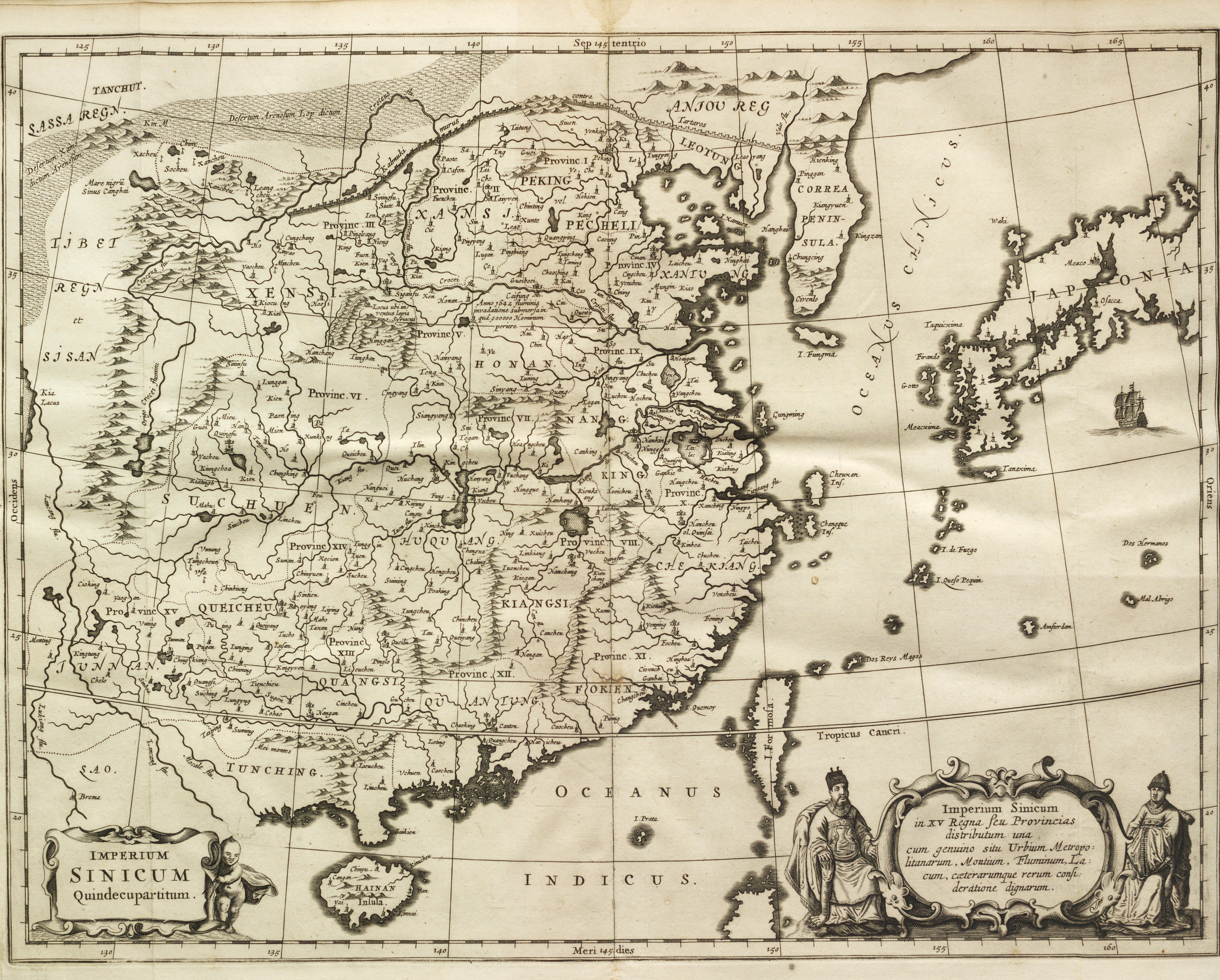
«El Imperio chino quindecupartito» (Imperium Sinicum Quindecupartitum), el mapa principal de la obra que representa los quince «reinos o provincias» de China bajo la Dinastía Ming

Las características más importantes e interesantes del libro de Kircher —especialmente en su época— son las numerosas ilustraciones de la naturaleza, raros retratos de emperadores y jesuitas, y mapas precisos de China de alta calidad cartográfica. Las ilustraciones de plantas y animales se basan en la Flora Sinensis de Michał Boym, y algunas de las imágenes proceden de originales chinos.
Las ilustraciones desempeñan un papel importante en la mayoría de las obras de Kircher y «tienen una cualidad de ingenio y extrañeza particular de su siglo». China Illustrata contiene varias representaciones realistas de plantas y animales chinos, pero también imágenes ficticias, como la «montaña del Dragón y el Tigre». Aunque Kircher no creó la mayoría de las imágenes, las escogió con acierto para aclarar las descripciones del texto.

### Capítulos
El libro está dividido en seis secciones:
Primera parte explica el significado e importancia del monumento siro-chino del siglo viii (42 páginas)
Segunda parte narra varios viajes realizados en China, incluido el viaje de Marco Polo (78 páginas)
Tercera parte traza paralelos entre la idolatría occidental, india, china y japonesa (38 páginas)
Cuarta parte ofrece descripciones e ilustraciones de la flora y la fauna en China (44 páginas)
Quinta parte trata de la arquitectura y las artes mecánicas de los chinos (11 páginas)
Sexta parte se ocupa de la lengua china y su relación con los caracteres jeroglíficos (12 páginas)

## Ediciones

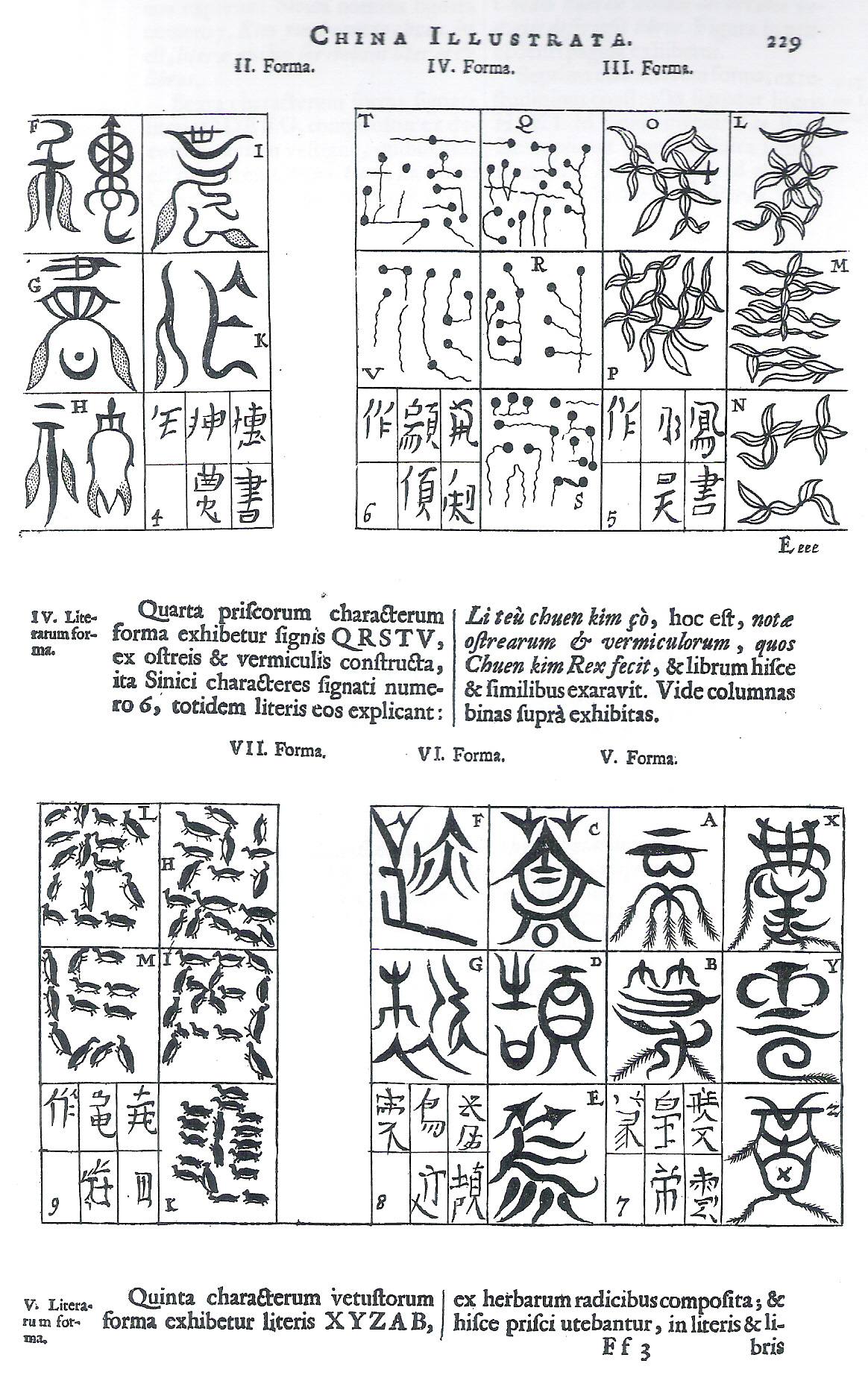
Intento de Kircher por explicar el origen de los caracteres chinos, supuestamente mostrando los formados por raíces de plantas (5.º tipo), alas de pajarillos (6.º), tortugas (7.º), aves y pavos reales (8.º), y hierbas, alas y ramas (9.º)

- Kircher, Athanasius (1667). China Monumentis, qua Sacris qua Profanis, nec Non Variis Naturae et Artis Spectaculis, Aliarumque Rerum Memorabilium Argumentis Illustrata [China ilustrada en monumentos, tanto sagrados como profanos, y también en varios espectáculos de la naturaleza y el arte, y en discusiones de otras cosas memorables] (en latín). Ámsterdam: Johannes Janssonius van Waesberge, Elizaeus Weyerstraet y Jacob van Meurs..
- Kircher, Athanasius (1668). Toonneel van China, door Veel, Zo Geestelijke als Werreltlijke, Geheugteekenen, Verscheide Vertoningen van de Natuur en Kunst, en Blijken van Veel Andere Gedenkwaerdige Dingen, Geopent en Verheerlykt (Jan Hendrik Glazemaker, trad.) [El escenario de China, revelado y glorificado por muchos elementos notables, tanto espirituales como mundanos, por diversas muestras de la naturaleza y el arte, y por pruebas de muchas otras cosas memorables] (en neerlandés). Ámsterdam: Johannes Janssonius van Waesberge y Sara Janssonius..
- Nieuhof, Johan; Schall von Bell, Johann Adam; Kircher, Athanasius (1669). An Embassy from the East-India Company of the United Provinces, to the Grand Tartar Cham Emperour of China... Also an Epistle of Father John Adams Their Antagonist... with an Appendix of Several Remarks Taken out of Father Athanasius Kircher (John Ogilby, trad.). Londres: John Macock..
- Kircher, Athanasius; de' Medici, Ferdinand; Grueber, Johann (1670). La Chine..., Illustrée de Plusieurs Monuments Tant Sacrés que Profanes... avec un Dictionnaire Chinois & François... (François Savinien d'Alquié, trad.) [La China..., ilustrada por numerosos monumentos tanto sagrados como profanos... con un diccionario chino y francés...] (en francés). Ámsterdam: Johannes Janssonius van Waesberge y Herederos de Elizaeus Weyerstraet..
- Nieuhof, Johan; Schall von Bell, Johann Adam; Kircher, Athanasius (1673). An Embassy from the East-India Company... Deliver'd by their Excellencies Peter de Goyer and Jacob de Keyzer... Also an Epistle of Father John Adams... with an Appendix of Several Remarks Taken out of Father Athanasius Kircher (John Ogilby, trad.). Londres: John Ogilby..
- Kircher, Athanasius (1986).  Dottie Witter, ed. China Illustrata (Charles Don Van Tuyl, trad.) (en inglés). Muskogee: Indian University Press..
- Kircher, Athanasius (2015). Le Meraviglie della Cina: Un'Esposizione dei Prodigi Sacri e Profani, della Natura e dell'Arte e di Molte Altre Cose Memorabili (Biagio Santorelli, trad.) [Las maravillas de China: una exposición de los prodigios sagrados y profanos, de la naturaleza y del arte y de muchas otras cosas memorables] (en italiano). Bolonia: Bologna University Press. ISBN 978-88-6923-037-0. OCLC 971545620..